# Illusionskörper
Der Illusionskörper (tib.: sgyu lus) ist – unter anderem gemäß tibetischer Auffassung – eine Variante der außerkörperlichen Erfahrung. Der Illusionskörper könne im Rahmen der Vollständigkeitsstufe (tib. rdzogs rim) des Anuttarayoga-Tantra erreicht werden. Praktizierende, die ihn gemeistert haben, können sich – gemäß den Aussagen des Tantras – nach Belieben vom physischen Körper lösen und sich mit dem Illusionskörper frei bewegen.